# Homoeosaurus
El homoeosaurio fue un género de extinto de reptiles esfenodontos que vivió en lo que hoy es Baviera, Alemania en el periodo 
Jurásico.

## Biota
En Alemania había muchas variedades de dinosaurios , entre ellos algunois teropodos que pudieron haber depredado al homoeosaurio y también otros animales que como él comían insectos como el Archaeopterix.
Se conoce un fósil del pez Aspidorhynchus en cuyo contenido intestinal se encuentra material perteneciente a Homoeosaurus.

## Galería

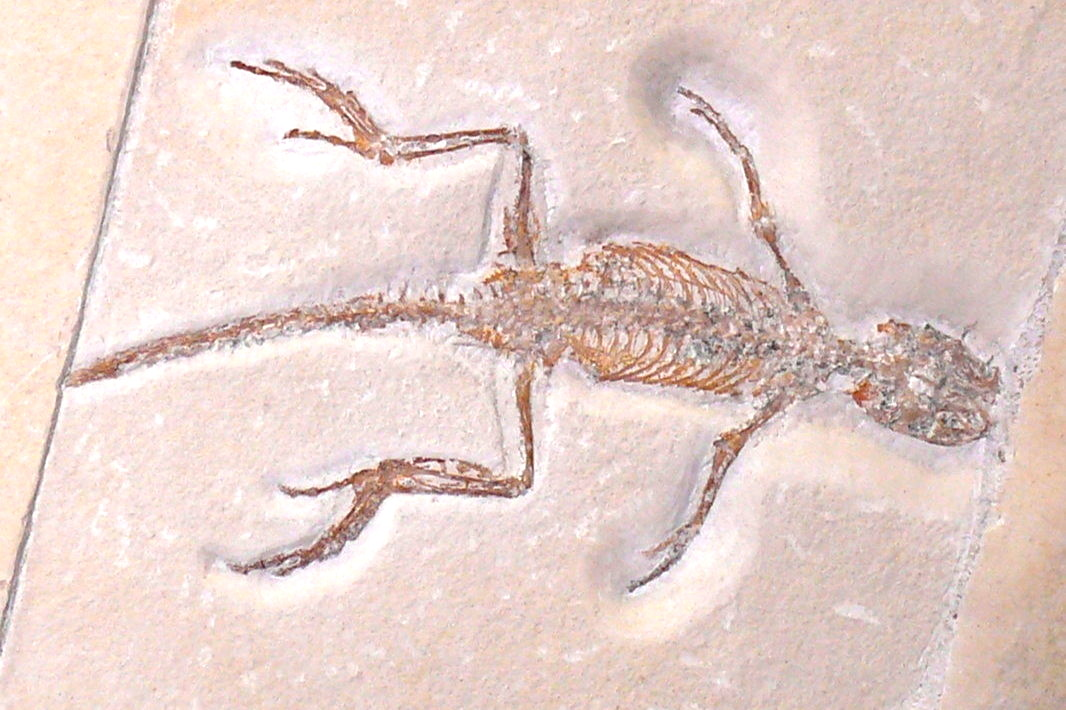
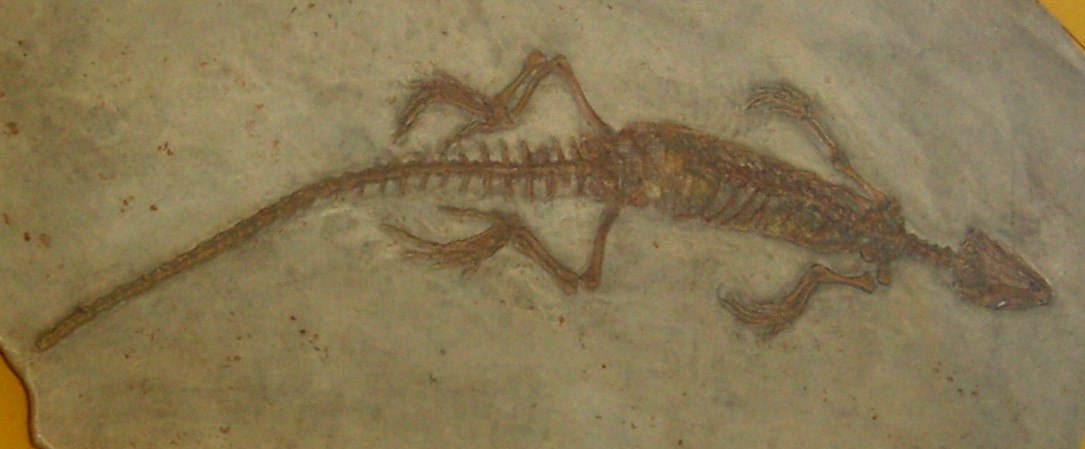
Homeosaurus pulchellus

- Datos: Q41154376
- Multimedia: Homoeosaurus / Q41154376